# Leiopathidae
Famille
Les Leiopathidae sont une famille de cnidaires anthozoaires de l'ordre Antipatharia.

## Description
Ces espèces sont appelées coraux noirs (le corail noir) en raison de la couleur brune à noire de leur squelette.
Leur plage de profondeur est comprise entre 37 et 2 350 m, dans des zones avec des courants et avec une gamme de températures comprises entre 3,52 à 26,56 °C.

## Liste des genres
Selon World Register of Marine Species (22 février 2021) :
- Leiopathes Haime, 1849